# Trials of Mana
Trials of Mana, lançado originalmente no Japão como Seiken Densetsu 3 (聖剣伝説3) é um RPG eletrônico de ação que foi desenvolvido e publicado pela Square (atualmente Square Enix) para o Super Nintendo Entertainment System. O jogo é a continuação de Seiken Densetsu 2, lançado fora do Japão como Secret of Mana, e é o terceiro jogo da série  Seiken Densetsu. Com ambientação em um mundo fantástico, o jogo segue a trajetória de três heróis que procuram pela Espada Mana e evitar que as Feras Divinas sejam libertas e destruam o mundo. O título possui três variantes detalhadas de enredo e seis personagens principais diferentes a escolher, cada um com sua história. Duas pessoas podem jogar ao mesmo tempo. A jogabilidade se baseia em Seiken Densetsu 2, mas várias melhorias, como o uso de um sistema de progressão, com transições do dia para a noite (no tempo do jogo), progressão de história, e uma grande variedade de  classes de personagens a escolher, que dão a cada um deles várias habilidades.
Seiken Densetsu 3 foi projetado pelo criador da série, Koichi Ishii, dirigido pelo designer veterano da Square, Hiromichi Tanaka, e produzido por Tetsuhisa Tsuruzono. A arte foi produzida pelo artista de manga e anime Nobuteru Yūki, e a música do jogo foi produzida pelo compositor original de Secret of Mana, Hiroki Kikuta. Apesar de só ter sido publicado no Japão, os jogadores ocidentais conseguem jogar Seiken Densetsu 3 graças a uma tradução não oficial em inglês feita por fãs, inicialmente lançada em 2000. O título recebeu vários elogios de críticos, que disseram que os gráficos estavam dentre os melhores produzidos dentre todos os títulos de Super Nintendo até então, e que a jogabilidade era uma versão melhorada da jogabilidade do título anterior.  O enredo recebeu avaliações mistas de críticos, que acharam que, apesar das histórias sobrepostas eram interessantes e aumentavam a chance de se jogar novamente, os personagens e linhas de história eram rasos e clichês. De uma forma geral, considera-se o jogo um clássico do Super Nintendo e um dos melhores jogos de RPG da era 16 bits.

## Jogabilidade
Seiken Densetsu 3 possui jogabilidade similar ao seu predecessor", Secret of Mana". Como muitos jogos de RPG da era 16 bits, o jogo possui perspectiva de visão aérea, em que três personagens navegam em um terreno e lutam contra criaturas hostis. O jogo pode se revezar entre os três personagens. Quando um deles é selecionado, os outros dois são controlados pelo computador. O jogo pode ser jogado simultaneamente por dois jogadores, ao contrário de Secret of Mana, que permite três jogadores ao mesmo tempo. Há seis combinações possíveis de personagem. No começo do jogo, o jogador escolhe com qual dos três personagens poderá jogar. Os outros dois personagens se juntarão ao grupo no decorrer da história. Os outros três personagens agem como personagens não jogáveis quando encontrados.
Há um tipo de arma disponível para cada personagem, além de feitiços. Ao contrário do jogo anterior, em que cada feitiço melhorava com o uso, a eficácia dos feitiços depende da habilidade mágica de cada personagem e do elemento de mágica em relação ao inimigo. No modo de batalha, o personagem adiciona um ponto ao seu medidor de força executando um ataque que acerta um monstro. Quando a barra está cheia, é possível desferir golpes especiais que variam com o personagem. Uma vez que todos os inimigos na tela tenham sido derrotados, o jogador possui uma chance de receber uma recompensa de um baú. Após coletar pontos de experiência o suficiente em batalha, cada personagem pode aumentar de nível para ganhar estatísticas melhoradas, como de força e evasão. O trio pode obter refúgio em uma cidade, local em que podem ganhar novamente pontos de saúde ou comprar itens e equipamentos restauradores. Opções tais como troca de equipamento, lançar feitiços, ou alteração de estados são executadas passando pelos Comandos de Anéis de jogo – um menu circular que paira por cada membro de grupo controlado. O jogo é pausado sempre que o Comando de Anéis aparece. Dentro do anel o jogador possui quatro posições para armazenar itens. É possível comprar itens adicionais posicionando-os no armazenamento, que é inacessível em combate.

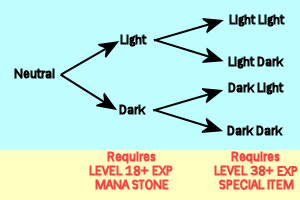
Sistema de troca de classe

A progressão dos personagens é coordenada pelos jogadores, e é dada uma escolha sobre qual estatística aumentar por ponto em cada aumento de nível. Também há um sistema de classe de personagens presente. Quando um personagem atinge o nível 18, o jogador pode visitar uma das várias Pedras de Mana localizadas em todo o jogo e escolher atualizá-las para uma das duas classes para cada personagem – pode ser tanto uma classe alinhada com a '"Luz" quanto uma classe alinhada com as "Trevas" – que proveem um conjunto de habilidades diferentes e melhoramentos diferenciados para as estatísticas de personagens.  Há uma segunda mudança de classe que pode ser atingida opcionalmente no nível 38, sendo novamente uma escolha entre a luz e as trevas. Para isso, o jogador precisa obter um item raro necessário para a classe-alvo. As alterações de classe não afetam a história do jogo, somente os controles.
"Seiken Densetsu 3" também emprega um sistema de calendário em seus controles. Há um ciclo semanal que funciona muito mais rápido que em tempo real. Um dia passa em minutos, mas ainda afeta seu jogo de várias formas. Cada dia da semana é representado por um espírito elemental diferente. No dia daquele espírito, a mágica daquele elemento será um pouco mais forte. Um dia interno também está dividido em dia e noite, representado pelo Fogo-Fátuo do elemento de luz e da Penumbra, representante do elemento das trevas, respectivamente. Certos eventos só acontecem durante certas horas do dia como, por exemplo, um certo mercado negro só vender itens particularmente raros à noite. Os inimigos encontrados no campo também mudam durante certos intervalos de tempo, e alguns deles podem estar dormindo se os personagens os abordarem de noite. Além disso, o personagem Kevin se transforma em um lobo quando luta à noite, aumentando grandemente seu poder de ataque. Utilizar uma hospedaria permite que o jogador pule o relógio do jogo e avance para a noite daquele dia ou para a manhã seguinte.

## Ambientação
A história acontece em um mundo fictício em que a Mana representa uma fonte etérea, mas finita, de energia. No passado, a Deusa da Mana criou o mundo do jogo forjando a Poderosa Espada da Mana e derrotando oito Feras Divinas com ela, selando-as em oito Pedras de Mana antes de se transformar na Árvore de Mana e dormir. O jogo é ambientado em um tempo em que a Mana começa a sumir e em que a paz acabou, pois várias pessoas planejam libertar as Bestas Divinas das Pedras para ganharem o poder supremo, tanto política quanto magicamente. O jogo não é uma sequência direta dos eventos em Secret of Mana. De acordo com o criador da série, Koichi Ishii, os jogos da série não acontecem exatamente no mesmo mundo, e, é melhor interpretar seus personagens e elementos que aparecem em diferentes jogos como versões alternativas de cada um. A única ligação que existe é no nível kármico. Apesar dessas declarações, temos o jogo de 2007, Heroes of Mana, que foi criado como antecessor de Seiken Densetsu 3 e ocorre 19 anos antes de Seiken Densetsu 3.

## Personagens
Os personagens (e suas histórias individuais) estão agrupados em três subenredos principais. Duran e Angela se opõem ao Imperador Dragão, Hawkeye e Riesz se opõem ao Príncipe Negro, e Kevin e Charlotte se opõem ao Mago Mascarado. A história principal é determinada pelo primeiro personagem escolhido; entretanto, há mais interações de personagens significativas e diálogos se o outro membro da dupla também está no grupo.
Angela (アンジェラ, Anjera) é a princesa do Reino Mágico de Altena, um local coberto de gelo. A sua mãe, Valda, a Rainha da Razão, usa sua mágica para manter a fortaleza numa eterna primavera. O feitiço da rainha se enfraquece enquanto a Mana começa a sumir. Para que seu feitiço possa continuar e Altena não congele, ela e seu assistente, o mago Koren, decidem invadir outras nações para obterem as Pedras de Mana utilizando suas próprias pedras de Mana de água. O feitiço para utilizar a pedra foi almadiçoado, fazendo com que a pessoa que o lançou morra. Quando a rainha tenta forçar Angela a utilizar a pedra, sua fúria faz com que seus poderes mágicos ocultos apareçam repentinamente e a teleportem para fora da fortaleza. Angela foge em seguida de Altena.
Duran (デュラン, Dyuran), um espadachim mercenário órfão do Reino das Planícies de Valsena, serve orgulhosamente seu rei, o sábio Richard. Duran e sua irmã mais nova, Wendy, foram criados pela tia, Stella, após a mãe de Duran morrer há muito tempo de uma doença antiga, e o pai, Loki, sumir na batalha com o Imperador Dragão. Uma certa noite, Duran estava em vigília no castelo de Valsena quando Koren atacou o castelo. Duran foi dado como morto após confrontá-lo, e após se recuperar, jurou se tornar o melhor espadachim do mundo para se vingar de Koren.
Hawkeye (ホークアイ, Hōkuai) é um membro de uma guilda de ladrões nobres localizada no deserto da Fortaleza de Areia de Nevarl. O líder da guilda, Lorde Flamekhan, repentina e atipicamente declara que Nevarl é um reino. Supreso, Hawkeye discute o problema com Jessica e Eagle, seus melhores amigos e filhos de Flamekhan. Hawkeye e Eagle decidem confrontar Flamekhan sobre o assunto, e descobrem que ele está sendo controlado pela bruxa Isabella. Isabella (que depois descobre-se ser "Bigieu") mata Eagle e culpa Hawkeye por sua morte, forçando-o a fugir.
Riesz (リース, Rīsu) é a princesa do montanhoso Reino dos Ventos de Laurent, e capitã de seu exército de amazonas. Após sua mãe, Minerva, morrer enquanto dava à luz seu irmão mais novo, Elliot, Riesz jura tomar conta dele. Entretanto, dois ninjas misteriosos de Nevarl distraem Elliot e fazem com que ela acalme os ventos protetores de Laurent. Eles aproveitam a oportunidade e sequestram seu irmão. Com os ventos desfeitos, Nevarl ataca Laurent com uma nuvem de poeira do sono e matam o rei, Joster. Devastada, Riesz escapa.
Kevin (ケヴィン, Kevin) é o desarticulado príncipe de Ferólia. Ele é filho de Gauser, rei dos homens-feras, e de uma mãe humana. Cansado com a forma que os humanos normais tratam seu povo, a vingança esperada do Rei-Fera se torna possível com a aparição do misterioso Bobo da Morte. Ele mostra suas habilidades forçando Kevin despertar suas habilidades de lobisomem a matar seu melhor amigo. Quando Kevin confronta o Rei-Fera sobre este ato e seus planos de invadir a Santa Sé de Wendel, um povoado humano, Kevin é lançado para fora do reino e jura vingança.
Charlotte (シャルロット, Sharurotto) é neta do Sacerdote da Luz. Órfã de pai e mãe, o clérigo Leroy e o elfo Shayla, recebe os cuidados de um clérigo amigo, Heath. Sentindo uma influência maligna perto de Jadd, o Sacerdote da Luz envia Heath para investivar o local. Entretanto, Charlotte escuta e conversa e o segue, acabando por descobrir que o Bobo da Morte abduziu Heath. Ela decide se aventurar para salvá-lo.